# The World’s Children’s Prize for the Rights of the Child
The World’s Children’s Prize for the Rights of the Child wurde von der schwedischen Regierung und mehreren Wohltätigkeitsorganisationen ins Leben gerufen. Er wird seit dem Jahr 2000 verliehen.
Schirmherrin ist die schwedische Königin Silvia, in einem Ehrengremium „erwachsener Freunde“ sitzen unter anderem Nelson Mandela (gestorben 2014), der osttimoresische Politiker Xanana Gusmão und der ehemalige schwedische Ministerpräsident Göran Persson.

## Preisträger
- 2000
  - World’s Children’s Prize: Iqbal Masih, Kindersklave in Pakistan (postum)
  - World Children’s Honorary Award: Anne Frank (postum) und Hector Peterson (postum)

- 2001
  - World’s Children’s Prize: Asfaw Yemiru, Äthiopien
  - Global Friends’ Award: Asfaw Yemiru, Äthiopien
  - World Children’s Honorary Award: Barefoot School, Indien, und The Children’s Peace Movement, Kolumbien

- 2002
  - World’s Children’s Prize: Maiti Nepal, und Nkosi Johnson (postum)
  - Global Friends’ Award: Nkosi Johnson (postum)
  - World Children’s Honorary Award: Casa Allianza, Zentralamerika

- 2003
  - World’s Children’s Prize: Maggy Barankitse, Burundi
  - Global Friends’ Award: James Aguer Alic, Sudan
  - World Children’s Honorary Award: Pastoral da Crianças volunteers, Brasilien

- 2004
  - World’s Children’s Prize: Prateep Ungsongtham Hata, Thailand
  - Global Friends’ Award: Prateep Ungsongtham Hata, Thailand
  - World Children’s Honorary Award: Paul und Mercy Baskar, Indien, sowie Liz Gaynes und Emani Davis, USA

- 2005
  - World’s Children’s Prize: The Mothers of St. Rita (Dunga Mothers), Kenia
  - Global Friends’ Award: Nelson Mandela und Graça Machel, Südafrika und Mosambik
  - World Children’s Honorary Award: Ana María Marañón de Bohórquez, Bolivien

- 2006
  - World’s Children’s Prize: Craig Kielburger, Kanada
  - Global Friends’ Award: The orphan’s organisation AOCM, Ruanda
  - World Children’s Honorary Award: Jetsun Pema, Tibet

- 2007
  - World’s Children’s Prize: Betty Makoni, Simbabwe
  - Global Friends’ Award: Betty Makoni, Simbabwe
  - World Children’s Honorary Award: Cynthia Maung, Burma und Inderjit Khurana, Indien

- 2008
  - World’s Children’s Prize: Somaly Mam, Kambodscha
  - Global Friends’ Award: Somaly Mam, Kambodscha
  - World Children’s Honorary Award: Josefina Condori, Peru, und Agnes Stevens, USA

- 2011
  - World’s Children’s Prize: Murhabazi Namegabe, Kongo
  - World Children’s Honorary Award: Cecilia Flores-Oebanda, Philippinen, und Monira Rahman, Bangladesch

- 2012
  - Anna Mollel, Tansania
  - Sakena Yacoobi, Afghanistan
  - Ann Skelton, Südafrika